# Emily (pel·lícula)
Emily és una pel·lícula dramàtica biogràfica britànica del 2022 escrita i dirigida per Frances O'Connor en el seu debut com a directora. És un retrat parcial de ficció de l'escriptora anglesa Emily Brontë (interpretada per Emma Mackey), centrada en una relació romàntica de ficció amb el jove comissari William Weightman. Fionn Whitehead, Oliver Jackson-Cohen, Alexandra Dowling, Amelia Gething, Adrian Dunbar i Gemma Jones també apareixen en papers secundaris. S'ha doblat i subtitulat al català.
Emily es va estrenar al Festival Internacional de Cinema de Toronto del 2022 abans de ser estrenada al Regne Unit per Warner Bros. Pictures el 14 d'octubre de 2022.